# Brielles
Brielles är en kommun i departementet Ille-et-Vilaine i regionen Bretagne i nordvästra Frankrike. Kommunen ligger i kantonen Argentré-du-Plessis som tillhör arrondissementet Fougères-Vitré. År 2022 hade Brielles 679 invånare.

## Befolkningsutveckling
Antalet invånare i kommunen Brielles
Referens:INSEE